# Drepanosticta moorei
Drepanosticta moorei là loài chuồn chuồn trong họ Platystictidae. Loài này được van Tol & Müller mô tả khoa học đầu tiên năm 2003.